# Toffelsnäckor
Toffelsnäckor (Calyptraeidae) är en familj av snäckor. Toffelsnäckor ingår i ordningen Littorinimorpha, klassen snäckor, fylumet blötdjur och riket djur. Enligt Catalogue of Life omfattar familjen Calyptraeidae 119 nu levande arter och 23 utdöda.
Lista över släkten enligt Catalogue of Life och Dyntaxa:
- Bostrycapulus
- Calyptraea
- Crepidula
- Crepipatella
- Crucibulum
- Desmaulus
- Ergaea
- Grandicrepidula
- Maoricrypta
- Sigapatella
- Taimyroconus (utdött)
- Trochita

## Bildgalleri

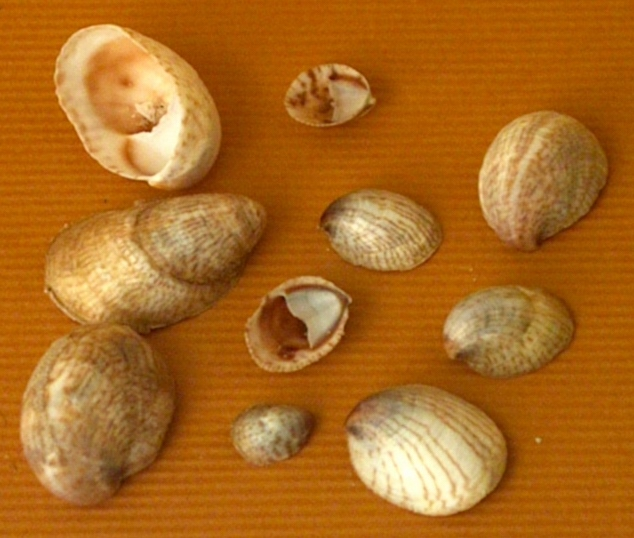
Ostronpest (Crepidula fornicata)
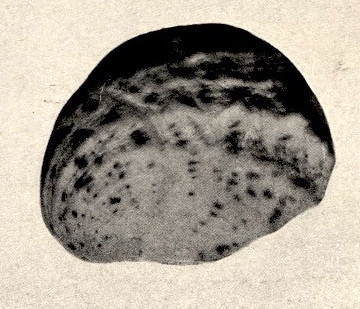
Crepidula aculeata
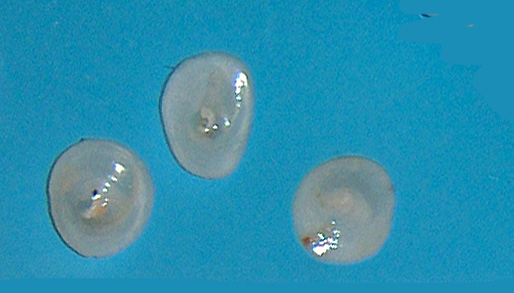
Calyptraea chinensis
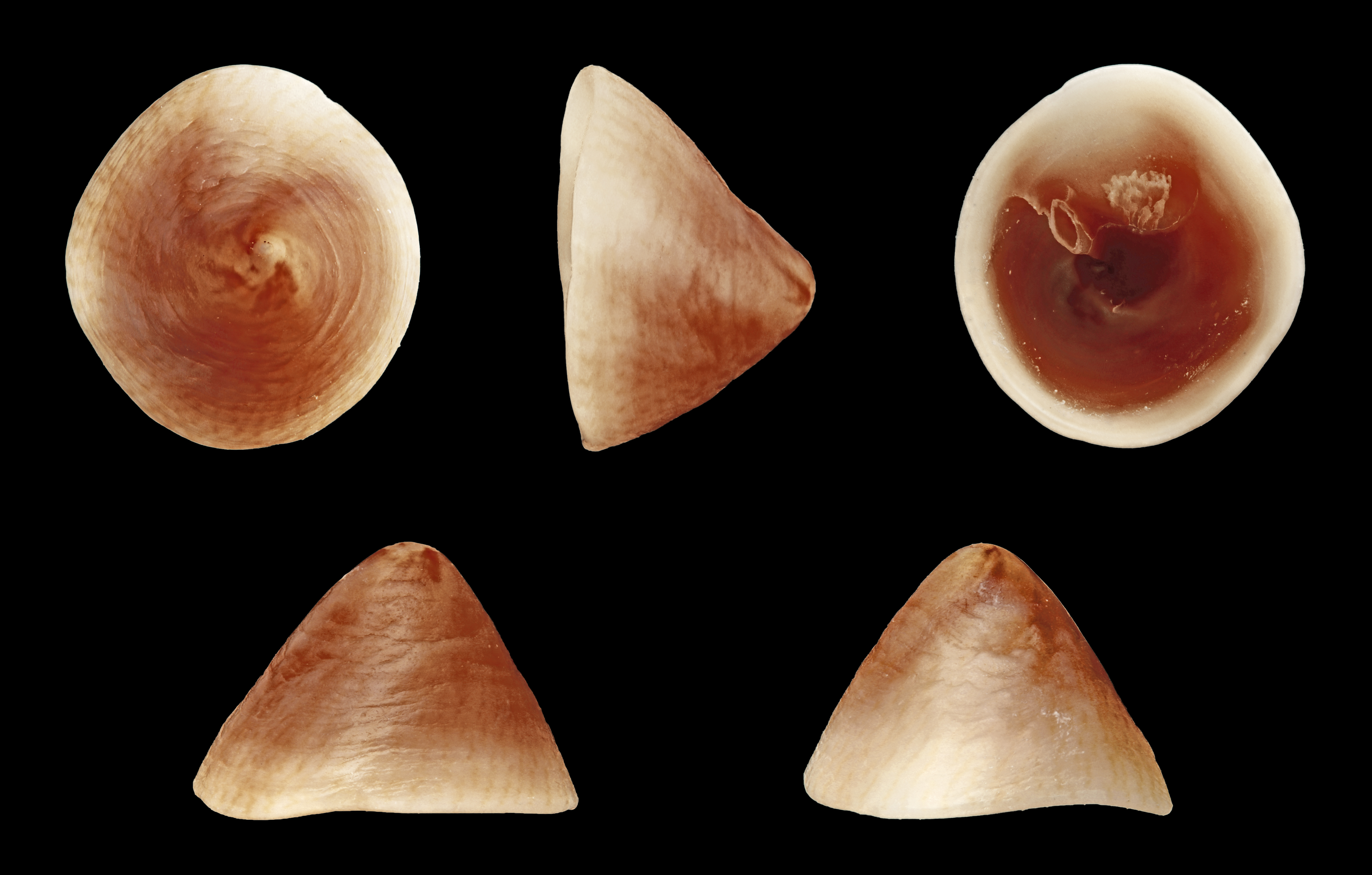
Desmaulus extinctorium